# Медрано, Хосе Альберто
Хосе Альберто Медрано (исп. José Alberto Medrano; 1917, Сан-Сальвадор — 1985 Сан-Сальвадор) — сальвадорский военный и ультраправый политик, командующий Национальной гвардией, основатель антикоммунистической Национал-демократической организации. Проводил политику жёстких репрессий против левых сил, курировал эскадроны смерти. Считался учителем Роберто д’Обюссона. Убит во время сальвадорской гражданской войны.

## Учёба и служба
Ранние годы Хосе Альберто Медрано в открытых источниках не отражены. Известно, что в 1937 он окончил Военную академию. Учился вместе с будущим президентом Сальвадора Фиделем Санчесом Эрнандесом.
Завершив учёбу, Хосе Альберто Медрано поступил на службу в Национальную гвардию. Командовал полком и бригадой. Отличался жёсткостью в подавлении преступности, расправах с членами криминальных группировок. Был прозван Chele (двойное значение: «белобрысый» и «чужой», «отвратительный»).

## Командующий Национальной гвардией
При президенте Хулио Адальберто Ривере Карбальо в 1962 Хосе Альберто Медрано получил генеральское звание и должность командующего Национальной гвардией. Положение командующего Национальной гвардией обеспечивало Медрано серьёзное политическое влияние, особенно при президентах Ривере Карбальо и Санчесе Эрнандесе. Его авторитет повысился благодаря участию в Футбольной войне с Гондурасом 1969 — Национальная гвардия под командованием Медрано явилась ударной силой сальвадорского наступления (кроме того, Медрано немало сделал для перевооружения сальвадорской армии).
Политически Медрано придерживался крайне правых националистических и антикоммунистических взглядов. Он выступал за максимальное ужесточение репрессий против коммунистов и левых повстанческих и подпольных группировок. жёстко подавлял также социальные протесты, например, забастовку учителей в 1970.
В то же время Медрано считал необходимым создание социальной базы и массовой поддержки правых сил. По инициативе Медрано в 1965 было создано Агентство национальной безопасности Сальвадора (ANSESAL). Ранее, в 1961, Медрано учредил Национал-демократическую организацию (ORDEN) — массовое проправительственное движение зажиточных крестьян-антикоммунистов. ANSESAL превратился в орган политического сыска, расправлявшийся с коммунистическим и ультралевым подпольем. На основе ORDEN была создана осведомительская сеть, система пропаганды и политического давления, а также милиционные формирования, контролировавшие положение в деревнях, репрессировавшие левых активистов и вступавшие в боестолкновения с повстанцами.
Тесно сотрудничал Хосе Альберто Медрано с американскими военными. Во время Вьетнамской войны он три месяца провёл в Южном Вьетнаме, изучая контрповстанческие операции Зелёных беретов, стратегические бомбардировки и методы психологической войны. Неоднократно бывал в Вашингтоне, консультировался с ЦРУ, получил награду от президента США Линдона Джонсона. Активно налаживал взаимодействие и обмен опытом между ЦРУ и ANSESAL. В интервью 1984 Хосе Альберто Медрано называл ANSESAL и ORDEN силами сопротивления коммунизму и благодарил американцев за сотрудничество, начатое ещё «в эпоху Кеннеди».
В 1960—1970-х Хосе Альберто Медрано выступал как главный стратег и организатор политических репрессий в Сальвадоре. Действия Национальной гвардии, военной спецслужбы и ополченцев ORDEN характеризовались особой жестокостью (подобно навыкам Медрано в подавлении криминала). Медрано курировал ультраправые военные группировки, на основе которых были созданы эскадроны смерти. Его подчинённым и ближайшим сподвижником был Роберто д’Обюссон (также участник «Футбольной войны»), которого Медрано причислял к своим «доверенным убийцам».

## Политик «эскадронов смерти»
В конце 1970 произошёл конфликт между генералом Медрано и президентом Санчесом Эрнандесом. Медрано был отстранён от командования Национальной гвардией и вскоре уволен с военной службы. Однако он сохранил значительное влияние в армии и полиции Сальвадора. Главным проводником этого влияния являлся майор д’Обюссон, возглавивший ANSESAL.
Политические возможности Медрано обеспечивала структура ORDEN, превратившаяся в кадровый резерв «эскадронов смерти» — типа возглавляемого д’Обюссоном Союза белых воинов и Секретной антикоммунистической армии. Медрано учредил также свою политическую организацию — Партию народной ориентации (POP). До конца 1970-х Хосе Альберто Медрано оставался лидером крайне правых сил Сальвадора. Под его влиянием находились различные группировки, в том числе неофашистская организация Сальвадорское националистическое движение во главе с Альфредо Мена Лагосом.
В 1979 в Сальвадоре началась гражданская война между Революционной правительственной хунтой, прокоммунистическим движением ФНОФМ и ультраправыми «эскадронами смерти». В лидеры ультраправого лагеря выдвинулся Роберто д’Обюссон. Медрано, как «учитель д’Обюссона», являлся видным авторитетом этих политических сил и в данном качестве участвовал в гражданской войне — хотя уже не играл прежней руководящей роли. Возглавляя POP, он поддерживал также партию д’Обюссона Националистический республиканский альянс (ARENA). Настаивал на максимальной жестокости в подавлении ФНОФМ, вплоть до карательных зачисток территорий, где партизаны находят поддержку. Медрано заявлял, что «враги и предатели родины не имеют женевских прав».
24 марта 1985 Хосе Альберто Медрано был убит на одной из автопарковок Сан-Сальвадора. Ответственность взяли на себя боевики ФНОФМ. Президент Хосе Наполеон Дуарте в специальном заявлении назвал генерала Медрано «отцом эскадронов смерти» и «главным убийцей».

## Характеристики личности
Люди, знавшие Хосе Альберто Медрано, считали крайнюю жестокость доминантой его характера. Они отмечали, что этот «высокий тучный человек командного голоса и железного кулака» внушал страх даже своим внешним видом. В то же время он отличался идейной цельностью, динамичным мышлением, решительностью и личной храбростью. Имея много вооружённых врагов, Медрано никогда не держал охраны, зато не расставался с пистолетом. Абсолютная уверенность в своих силах, возможно, стала одной из причин его гибели.
Правая часть сальвадорского общества, особенно военные, уважают генерала Медрано как «основателя современного национализма» и героя войны 1969 года.